# Cameron Alexander
Cameron Alexander (North Vancouver, 31 mei 1997) is een Canadese alpineskiër.

## Carrière
Alexander maakte zijn wereldbekerdebuut in december 2019 in Lake Louise. In januari 2020 scoorde hij in Wengen zijn eerste wereldbekerpunten. In maart 2020 behaalde de Canadees in Kvitfjell zijn eerste toptienklassering in een wereldbekerwedstrijd. 
Op 4 maart 2022 boekte Alexander in Kvitfjell zijn eerste wereldbekerzege. Op de wereldkampioenschappen alpineskiën 2023 in Courchevel veroverde hij de bronzen medaille op de afdaling.

## Resultaten

### Wereldkampioenschappen
| Jaar | Plaats             | Resultaten  |
| ---- | ------------------ | ----------- |
| 2023 | Courchevel-Méribel | Afdaling    |
| 2025 | Saalbach           | DNS Super G |

### Wereldbeker
Eindklasseringen
| Seizoen   | Algm | AD  | SG  |
| --------- | ---- | --- | --- |
| 2019/2020 | 103e | 35e | –   |
| 2021/2022 | 68e  | 21e | –   |
| 2022/2023 | 64e  | 23e | 52e |
| 2023/2024 | 26e  | 9e  | 20e |
| 2024/2025 | 22e  | 9e  | 14e |

Wereldbekerzeges
| Datum        | Plaats    | Onderdeel |
| ------------ | --------- | --------- |
| 4 maart 2022 | Kvitfjell | Afdaling  |